# Galluccio
Galluccio község (comune) Olaszország Campania régiójában, Caserta megyében.

## Fekvése
A megye északnyugati részén fekszik, Nápolytól 60 km-re északnyugatra valamint Caserta városától 45 km-re északnyugati irányban. Határai: Conca della Campania, Mignano Monte Lungo, Rocca d’Evandro, Roccamonfina és Sessa Aurunca.

## Története
A települést valószínűleg a rómaiak alapították az i. e. 4. században. A középkor elején, a 8-9. században egy ideig a Tirrén-tenger partján portyázó szaracénok egyik főhadiszállása volt. Tőlük a capuai longobárdok szerezték vissza. 1139-ben III. Roger, Apulia hercege Gallucciónál elfogatta II. Ince pápát, aki seregeivel a Szicíliai Királyság ellen indult. Három nappal később, július 25-én, a mignanói szerződésben a pápa elismerte II. Rogert, mint szicíliai királyt, III. Rogert pedig apuliai herceget és Alfonzót, mint capuai herceget. A következő századokban nemesi birtok volt. A 19. században nyerte el önállóságát, amikor a Nápolyi Királyságban felszámolták a feudalizmust.

## Népessége
A népesség számának alakulása:

## Főbb látnivalói
- San Nicola-templom
- Santo Stefano-templom